# Marcilly-en-Beauce
Marcilly-en-Beauce ist eine französische Gemeinde mit 323 Einwohnern (Stand: 1. Januar 2022) im Département Loir-et-Cher in der Region Centre-Val de Loire; sie gehört zum Arrondissement Vendôme und zum Kanton Montoire-sur-le-Loir. 

## Geographie
Die Gemeinde Marcilly-en-Beauce liegt am Loir und dessen Nebenfluss Brisse, etwa sieben Kilometer westsüdwestlich des Stadtzentrums von Vendôme. Sie wird umgeben von den Nachbargemeinden Naveil im Norden und Nordosten, Villerable im Osten, Huisseau-en-Beauce im Süden, Villiersfaux im Südwesten und Westen sowie Thoré-la-Rochette im Nordwesten.

## Bevölkerungsentwicklung
| Jahr                       | 1962 | 1968 | 1975 | 1982 | 1990 | 1999 | 2006 | 2015 | 2022 |
| Einwohner                  | 134  | 169  | 198  | 237  | 215  | 232  | 353  | 351  | 323  |
| Quellen: Cassini und INSEE |      |      |      |      |      |      |      |      |      |

## Sehenswürdigkeiten

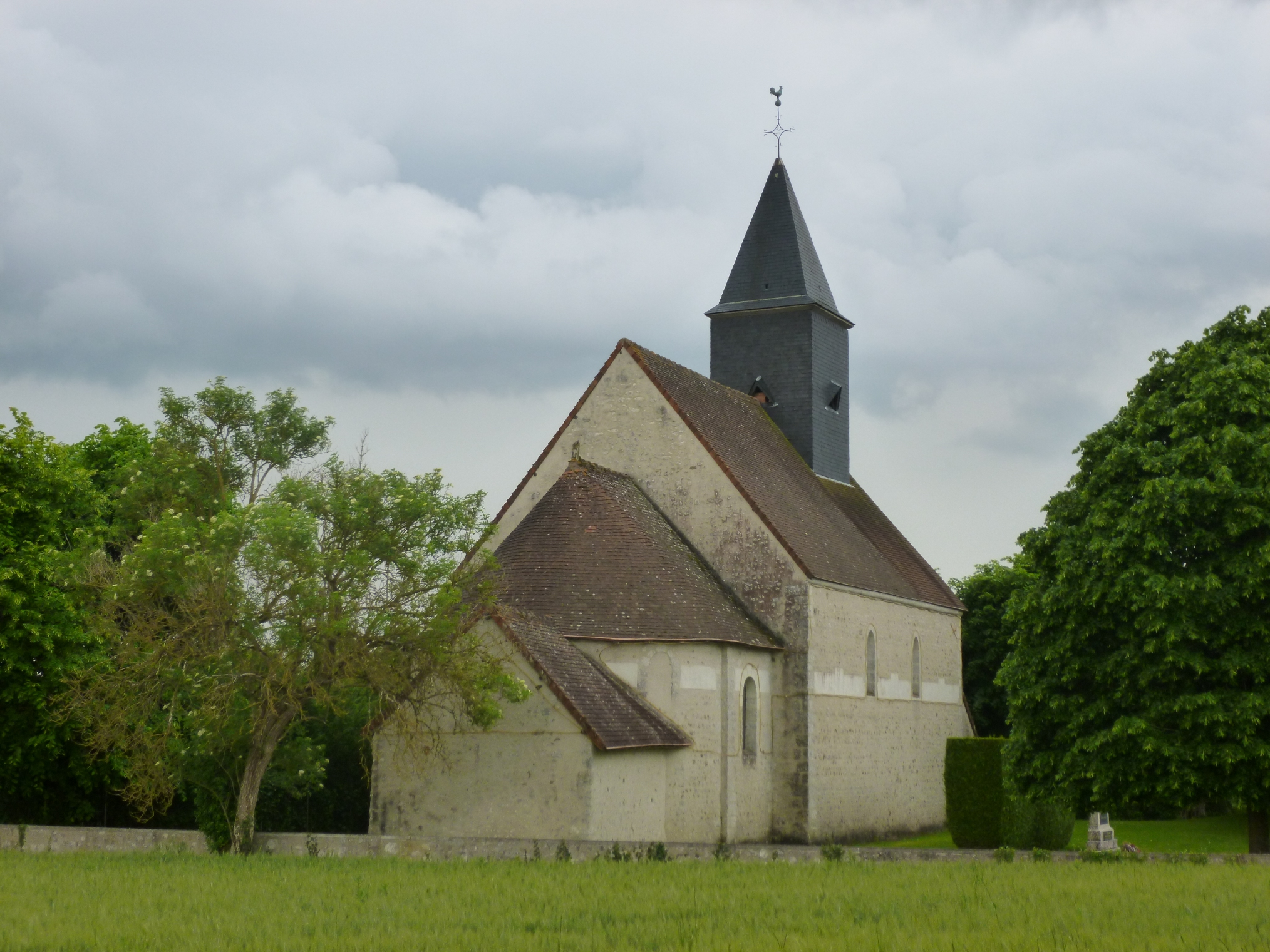
Kirche Saint-Pierre
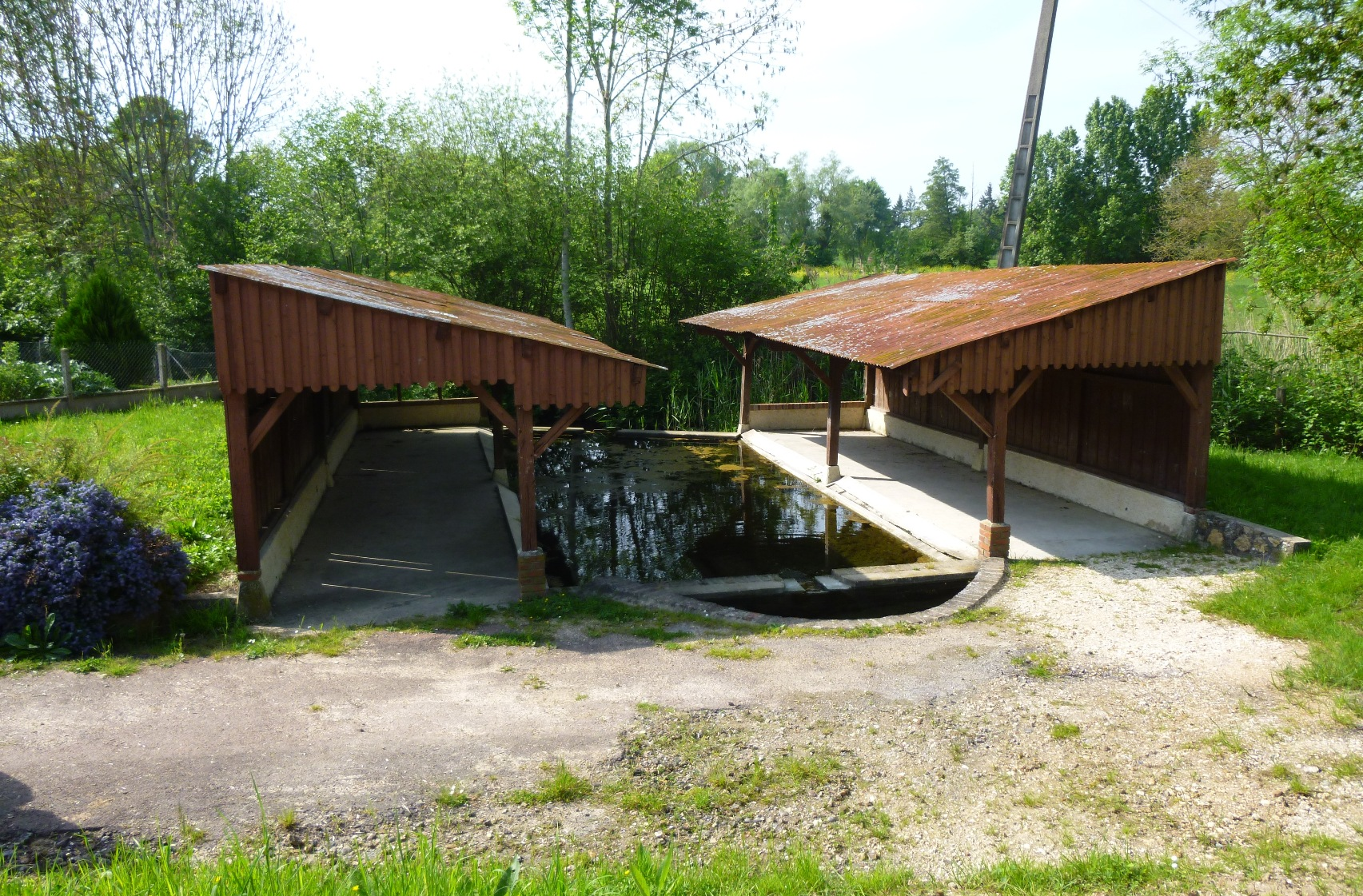
Lavoir

- Kirche Saint-Pierre
- Lavoir